# أليكس تايلور
أليكس تايلور (بالإنجليزية: Alex Taylor)‏ (13 يونيو 1962 بغلاسكو في المملكة المتحدة - ) هو لاعب كرة قدم بريطاني في مركز الوسط. لعب مع دندي يونايتد وريث روفرز ونادي بارتيك ثيسل ونادي روس كاونتي ونادي فالكيرك ونادي والسول وهاميلتون أكاديميكال وفورفار أثلتيك ‏.

## وصلات خارجية
- أليكس تايلور على موقع قاعدة بيانات كرة القدم.إي يو (الإنجليزية)
- أليكس تايلور على موقع Soccerbase.com (لاعب) (الإنجليزية)